# Fan-out
Em eletrônica digital, o fan-out de uma porta lógica é o número de portas de entrada ao qual ela está conectada.
Na maioria dos projetos, as portas lógicas estão ligados entre si para formar circuitos mais complexos, é comum para uma saída da porta lógica a ser ligado a vários factores porta lógica. A tecnologia utilizada para implementar portas lógicas geralmente permite entradas portão para ser conectado diretamente com nenhum circuito adicional interface necessária.